# Polyptychus aurora
Polyptychus aurora là một loài bướm đêm thuộc họ Sphingidae. Nó được tìm thấy ở Cộng hòa Dân chủ Congo, Zambia và Malawi.